# Joseph-Nicolas Delisle
Joseph-Nicolas Delisle (4 aprilie 1688, Paris – 13 septembrie 1768, Paris) a fost un astronom și un profesor francez.

## Biografie
Era unul din cei unsprezece copii ai lui Claude Delisle (1644-1720). Ca mulți din frații săi, între care Guillaume Delisle (1675-1726), el a făcut studii clasice, dar s-a orientat rapid spre astronomie sub conducerea lui Jacques Cassini (1677-1756). În 1714 a intrat la Academia Franceză de Științe ca student al lui Giacomo Filippo Maraldi. Devenit adjunct, apoi asociat astronom al Academiei în 1716 și 1719, profesor la Collège de France în 1718 și membru al Academiei din Rouen, i-a avut elevi pe Jean-Paul Grandjean de Fouchy, Joseph Jérôme Lefrançois de Lalande și pe Charles Messier.
Deși bun om de știință și provenind dintr-o familie înstărită, el nu dispunea de mari mijloace financiare. Viața i s-a schimbat radical atunci când a fost chemat de țarul Rusiei, Petru I, la Sankt-Petersburg, în 1725, pentru a fonda și conduce o școală de astronomie la Academia Rusă de Științe, unde l-a chemat, în 1726, pe fratele său Louis de l’Isle. A fondat Observatorul din Sankt-Petersburg. A devenit relativ bogat și celebru, în așa măsură încât, revenind la Paris, în 1747, a primit titlul de astronom și și-a putut crea propriul său observator astronomic la hôtel de Cluny, făcut celebru, mai târziu, de Charles Messier.

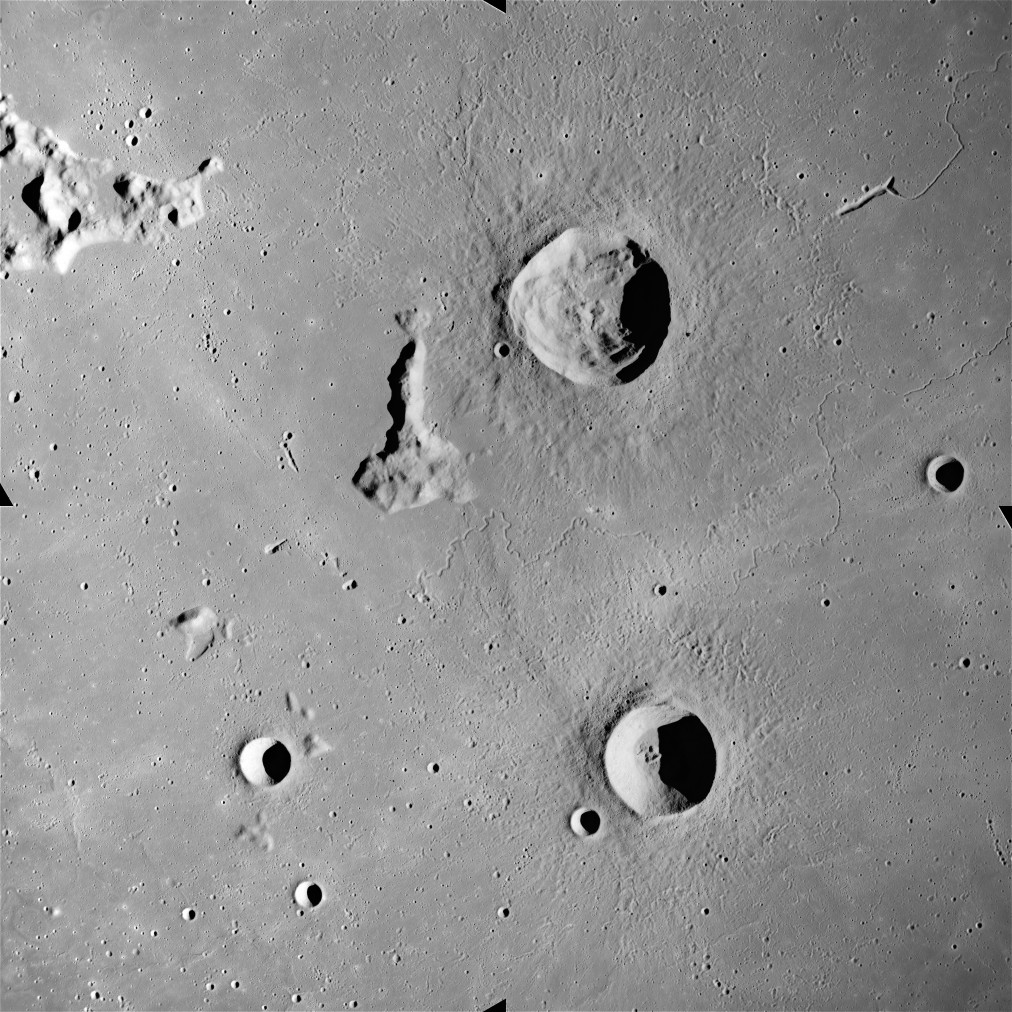
Craterul lunar Delisle, fotografiat de Apollo 15

Delisle a arătat că curcubeele sunt cauzate de separarea luminii Soarelui de către picăturile de apă. A lucrat și la calcularea distanței dintre Pământ și Soare, și a observat tranzitul lui Mercur și tranzitul lui Venus. Este cunoscut și pentru inventarea unei scări  de temperatură, în 1732, scara Delisle.
În 1749 a fost ales membru străin al Academiei Regale Suedeze de Științe.